# Lista de episódios de Jimmy Two-Shoes

## 1ª Temporada: 2009-2010
| # | Título                                                              |
| --- | ------------------------------------------------------------------- |
| 1 | "Eu Ralei Totalmente o meu Queijo" " I Totally Shredded My Cheese " |
| Jimmy adquire-se o estrelato imediato depois que ele cria uma frase de propaganda chamada "eu ralei totalmente o meu queijo" e Lucius está tentando vender o Pedaço de Dieta (paródia da Dieta Cola) e ele quer usar a frase de propaganda de Jimmy para vendê-lo.                                           |                                                                     |
| 2 | "Picóles" " Pop-Sicles "                                            |
| Esperando ajudar Beezy e Lucius para tornar-se ao longo melhor, Jimmy descongela o pai de Lucius. |                                                                     |
| 3 | "Che Beezy" "Chez Beezy "                                           |
| Jimmy, Beezy e Heloise entram na posse de um restaurante, e têm de apresentar Lucius na noite da sua grande data. |                                                                     |
| 4 | "A Lista de Desejos de Heloise" " Heloise's Wish List "             |
| Quando Lucius despede Heloise, Jimmy faz uma lista de todas as coisas de divertimento que ela pode fazer agora. |                                                                     |
| 5 | "Blergh Tube" " Spew Tube "                                         |
| Quando Heloise põe um vídeo embaraçoso no correio de Lucius de todo do divertimento de vila da miseria, Jimmy deve restaurar a reputação de Lucius. |                                                                     |
| 6 | "Monstro Vira-Lata" " Monster Mutt "                                |
| Heloise troca corpos de Beezy e Cerbee e Jimmy deve convencê-la de trocá-los de novo. |                                                                     |
| 7 | "Um Dia Frio em vila da miséria" " A Cold Day in Miseryville "      |
| Quando Jimmy fala sobre como a neve de divertimento é, Heloise inventa uma máquina que faz a neve, mas quando Lucius aluga Samy para usá-lo para estender-se as coisas de miséria não vão como planejado...                                                                                                  |                                                                     |
| 8 | "Monte Miséria" " Mount Misery "                                    |
| Lucius quer esculpir a sua cabeça em uma montanha até que ele descubra que é de casa da menor parte de criações favoritas suas. |                                                                     |
| 9 | "jimmy cobertor" " Heat Blanket Jimmy "                             |
| Jimmy decide que o melhor caminho de bater no calor (e miséria) é ter um partido de praia. Quando Lucius espatifa o partido ele é comido por um peixe e Jimmy tem de salvá-lo. |                                                                     |
| 10 | "Celular - itis" " Cellphone-itis "                                 |
| Lucius interdiz celulares quando Beezy interrompe a sua apresentação conversando, depois que Beezy entra em um caso sério da retirada celulares, Jimmy deve encontrar um modo de curar Beezy da sua obsessão celular.                                                                                        |                                                                     |
| 11 | "O Super Lula e o Beezy Spagetti" "Power Squid and Spagetti Beezy " |
| Depois que os palhaços roubam o sapato de Jimmy, Heloise inventa-o uma lula que lhe dá com poderes super. |                                                                     |
| 12 | "Um Grande Encontro" " The Big Date "                               |
| Quando Lucius é incapaz de tornar-se à sua grande data a tempo, ele aluga Jimmy e Beezy para distrair Jez. |                                                                     |
| 13 | "Parque de Diversão do Lucius" " Carnival Lucius "                  |
| Heloise engana Lucius na criação de um Paruqe de Diversões "miserável", que Lucius depois descobre para ser "o divertimento". |                                                                     |
| 14 | "Bebês de mais" " Baby Boom "                                       |
| Para levantar o dinheiro de entradas de concerto, Jimmy e Beezy ficam de babas das crianças do General. |                                                                     |
| 15 | "Abaixo de Paridade" "Way Below Par "                               |
| Quando Jimmy começa a ganhar em Lucius no golfe, Heloise deve intervir antes de que Lucius inunde a cidade inteira. |                                                                     |
| 16 | "Jimmy Combina com fabricante" " Jimmy Matchmaker "                 |
| Jimmy joga o casamenteiro para encontrar Beezy uma data à estátua de Lucius que desvela ceremônia. |                                                                     |
| 17 | "A Competição" " The Competition "                                  |
| Jimmy está cheio de Heloise e a briga constante de Beezy, assim quando Jimmy adquire duas entradas a um show de rock, ele heia Heloise e Beezy competem para ver quem pode ser mais bonito um a ou outro, com o vencedor que adquire a entrada.                                                              |                                                                     |
| 18 | "Jimmy, não Seja Um Herói" " Jimmy, Don’t Be a Hero "               |
| Jimmy salvou a vida de Lucius. Nenhum Henious deveu alguma vez ninguém nada, portanto Lucy deve pôr em perigo a vida de Jimmy e libertar-se da sua dívida salvando-o. |                                                                     |
| 19 | "Uma Idéia Cabeluda" " A Hair-Brained Idea "                        |
| Jez quer que Lucius tente uma nova olhada juvenil, portanto Lucius engana Jimmy na troca de penteados que usam a nova ‘Máquina de Mudança de Folicle de Heloise.’ Jez ama o estilo atualizado do seu mel, mas Lucius é tombado quando ele é absorto pela personalidade irritantemente feliz de Jimmy também. |                                                                     |
| 20 | "Pancadaria de Fantasmas" " Ghostsmackers "                         |
| Quando o espírito de partidas que frequentam "crosta do pão de pizza correndo" Beezy, ele está à altura de Jimmy para fazer coisas diretamente antes de que Lucius envie a Heloise para fazê-lo parada. |                                                                     |
| 21 | "O Bigode do Jimmy" " Jimmy Gets a Stache "                         |
| Jimmy é ciumento quando ele é o único em vila da miseria quem não pode ter um bigode |                                                                     |
| 22 | "A Culpa é do Mordomo" "The Butley Did It "                         |
| Beezy decide adquirir-se um mordomo que começa a viver a vida de Beezy para ele. |                                                                     |
| 23 | "O Testador de Produtos" " The Product Tester "                     |
| Lucius sabe que se um dos seus novos produtos poder fazer Jimmy sempre feliz miserável, ele terá um vencedor seguro às suas mãos divergentes. Assim quando Jimmy não pode estar ‘sorvete,’ Misery Inc o põe na produção de massa.                                                                            |                                                                     |
| 24 | "Invasão dos Bichinhos" " Invasion of the Weavils "                 |
| Doninha de parte e toda a maldade, um weavil engana o seu caminho na casa de Jimmy depois de falsificar um dano. Ele está à altura de Beezy para salvar o seu botão de flor melhor antes de que os weavils convertam Jimmy em um dos seus próprios.                                                          |                                                                     |
| 25 | "Catalogo de Miséria" " Catalogue of Misery "                       |
| Quando Jimmy acidentalmente compra muita coisa a partir do catálogo da Miséria, ele deve pagar de volta à Lucius entregando encomendas. |                                                                     |
| 26 | "Faça como Wreckem" "Bend it Like Wreckem "                         |
| Quando um jogador de futebol profissional é incapaz de jogar, Jimmy e Beezey tomam seu lugar. |                                                                     |
| 27 | "Queria Que Você Não Estivesse Aqui" "Wish You Weren’t Here "       |
| Jimmy convence Lucius a tirar férias. Enquanto partido, Heloíse e Sammy luta pela liderança da fábrica. |                                                                     |
| 28 | "Cerbee Apaixonado" " Cerbee in Love "                              |
| Cerbee se apaixona por Jazmeen, mas Jez não vai permitir que os dois de ficarem juntos. |                                                                     |
| 29 | "O Inseto Corredor" " The Racing Bug "                              |
| Dois automóvel incrivelmente competitivo pulgas infestam a condução de Jimmy e Bezzy cérebros como a luta contra os meninos para o título de mais rápido Vila da Miseria. |                                                                     |
| 30 | "Muitos Jimmys" " Too Many Jimmys "                                 |
| Quando os amigos de Jimmy está ocupado demais para sair com ele, Heloise faz a última engenhoca, a Pessoa Copiadora. Impaciente demais para seguir as instruções, Jimmy tem agora de enfrentar um exército de Himmies que aterrorizam a Vila da Miséria.                                                     |                                                                     |
| 31 | "Picles Traseiro" " Rear Pickle "                                   |
| O Novo vizinho do Jimmy é doce o suficiente, mas Two-Shoes não pode abalar a senhora esta pequena é realmente a única coisa que ele mais teme ... picles gigante. |                                                                     |
| 32 | "Palhaços Fora de Controle" " Clown Gone Wild "                     |
| Jimmy e Beezy querem aderir o Rodeio Clown's Cool Clown Club. |                                                                     |
| 33 | "O Perfuratris Mascarado" " The Masked Jackhammer "                 |
| Jimmy demasiadamente confiado dá passos no anel para substituir prejudicado pro lutador "Tipo de Cabra". |                                                                     |
| 34 | "A Melhor Travessura" " Best Prank Ever "                           |
| É Dia dos Tolos do Lucius, uma vez por ano, quando Lucy chega a causar mais sofrimento do que o normal, Jimmy e os moradores de Vila da Miséria tentam fazer uma Vingança. |                                                                     |
| 35 | "Um Dia Pessimo Para Chifres" " Bad Horn Day "                      |
| Após acidentalmente tirar os chifres de Lucius, Jimmy deve tentar fazer com que Lucius tenha os chifres de volta antes da "Golden Horn Awards '. |                                                                     |
| 36 | "Uma Noite no Museu Horrivel" " Night in the Heinous Museum "       |
| Quando o Museu Horrivel está sob ataque, Heliose e Jimmy é pressionado no serviço como guardas de segurança para proteger o bem mais precioso de Lucius, um troféu do campeonato de boliche. |                                                                     |
| 37 | "Casei com um Bichinho" "I Married a Weavil "                       |
| Lucius eo sinal bichinho um tratado de paz forçando Beezy se casar com a adesagradavel Princesa bichinho. |                                                                     |
| 38 | "Conheça os Baixinhos" "Meet the Gnomans "                          |
| Beezy acidentalmente esmaga o comandante dos Baixinhos,Depois ele vira o lider dos Baixinhos e com eles ele sempre ganha todos os jogos de Jimmy. |                                                                     |
| 39 | "Sempre Sobram a Solução" " There's Always a Hiccup "               |
| Quando Heloise pega um caso média dos soluços, os meninos têm (por vez) tomar matérias em suas próprias mãos,Jimmy tenta beija-la mas não consegue,por acidente Bezzy e Heloise acabam se Beijando. |                                                                     |
| 40 | "Eu sou Jimmy" " I am Jimmy "                                       |
| Jimmy é o único acordado depois de praticamente todos em Vila da Miséria entra em hibernação. |                                                                     |
| 41 | "Feliz Aniversário Lucius" "Happy Birthday Lucius "                 |
| Depois de Lucius perder sua voz nas preparaçoes de seu aniversário, Jimmy é o único que pode interpretar as instruções. |                                                                     |
| 42 | "Um Grude Só" " Fused Together "                                    |
| Jimmy sido gasto todo o seu tempo com Beezy e mostrando até tarde para sair com Heloise. |                                                                     |
| 43 | "Dirigindo Ônibus Só Melhores Amigos" " Bus Driving B.F.F. "        |
| Quando um motorista de ônibus obsesivo,Jimmy adota como seu novo melhor amigo, é todos os autocarros, o tempo todo. |                                                                     |
| 44 | "Animal Pedregoso" " Pet Rocky "                                    |
| Beezy está com ciúmes quando seu animal de estimação novo,Jimmy favores mas "Pedregoso" acaba por ser mais monstro do mineral. |                                                                     |
| 45 | "Jimmy Foguete" " Rocket Jimmy "                                    |
| Para viver o seu sonho da viagem espacial, Jimmy coloca como Molotov. |                                                                     |
| 46 | "Jimmy Não Obedece as Regras" " No Rules Rulez Jimmy "              |
| Jimmy e Beezy tomar a natureza quando decidem não há muitas regras na Vila da Miséria. |                                                                     |
| 47 | "A Guerra do Melhor Amigo" " Best Bud Battle "                      |
| Quando Cerbee leva a casa de Jimmy embora, Heloísa e Beezy se enfrentam para ver quem chega a ter Jimmy como seu hóspede. |                                                                     |
| 48 | "O Grande Segredo de Heloise" "Heloise’s Big Secret"                |
| Jimmy e Beezy descobre grande segredo de Heloise --- um bando de "Imperfeitas" bonecas. |                                                                     |
| 49 | "Jimmy na Casa Grande" "Jimmy in the Big House"                     |
| Depois de invadir uma prisão para Cerbee um animal livre, Jimmy e Bezzy ficam preso. |                                                                     |
| 50 | "Perfume de um Heinous" "Scent of a Heinous"                        |
| Jimmy messes acima marca Lucius spray pessoal do corpo, "heinous", com feijão gasoso. |                                                                     |
| 51 | "A Vontade da Abelha de Chocolate" "There Will Be Chocolate"        |
| Jimmy, Beezy e Heloise descobrem que Lucius tem um chocolate reserva. |                                                                     |
| 52 | "A Grande Goteira" " The Big Drip "                                 |
| Quando Jimmy usa a privada de Lucius, Lucy proíbe Jimmy de usar cada banheiro em vila da miseria. |                                                                     |

## 2 temporada: 2011
| # | Episode Title                                       | Canada Original Airdate                                 | US Original Airdate | Production Code |
| --- | --------------------------------------------------- | ------------------------------------------------------- | ------------------- | --------------- |
| 27 | "Dance Jimmy, Dance / Jimmy And Beezy On The Run"   | September 9, 2010                                       | October 30, 2010    | 201             |
| Dance Jimmy, Dance: Jimmy catches Heloise and Beezy sneaking off to enter a dance contest. After they tell him he can't dance with them he decides to enter by himself. Jimmy and Beezy On The Run: Jimmy and Beezy leave Miseryville when they believe they've broken something valuable. |                                                     |                                                         |                     |                 |
| 28 | "Beezy J. Genius / My Best Friend's a Weavil"       | September 16, 2010                                      | November 6, 2010    | 202             |
| Beezy J. Genius: When Heloise makes a machine to make herself more intelligent, Beezy accidentally becomes smarter instead. My Best Friend's a Weavil: After Lucius forbids Beezy from hanging out with Jimmy, he pranks his father by pretending to be friends with a Weavil. |                                                     |                                                         |                     |                 |
| 29 | "Air Force None / Panda-Monium"                     | September 23, 2010                                      | November 13, 2010   | 203             |
| Air Force None: After Heloise builds a marvelous plane for Lucius, Jimmy sneaks on board with a dream to fly it. Panda-Monium: When Beezy catches Heloise saving a panda (or what he thinks is saving) he and Jimmy decide to start a Heloise fan club for all the pandas who now adore her. |                                                     |                                                         |                     |                 |
| 30 | "You Can't Keep a Heinous Down / The Terrific Trio" | September 30, 2010                                      | November 20, 2010   | 204             |
| You Can't Keep a Heinous Down: When Beezy sells all of Lucius's riches for Lemonade, it's up to Jimmy to help Lucius get rich again. The Terrific Trio: When Lucius is attacked by a horrifying monster, Beezy and Jimmy offer to help but Heloise believes she can do a better job. The three of them get into a fight to see who can be the best hero. |                                                     |                                                         |                     |                 |
| 31 | "Spring Broke / Zombie Pickle"                      | October 8, 2010 (English), November 11, 2010 (French)   | November 27, 2010   | 205             |
| Spring Broke: When a very special flower blooms, Lucius declares it's spring break in Miseryville and everyone is heading to Misery Island (the non- miserable side) to celebrate. Jimmy and Beezy take a rocket there but they end up on the other side of the island thinking it's the right side. Meanwhile Heloise waits for Jimmy to arrive. Zombie Pickle: Miseryville is taken over by Zombie Pickles and it's up to Jimmy to save the town from disaster. Note: Mrs. Gerkin the pickle lady from the episode Rear Pickle makes a cameo as the shop owner and the leader of the pickle zombies. |                                                     |                                                         |                     |                 |
| 32 | "Bad Luck Jimmy / Misery Hearts"                    | November 4, 2010 (English), November 18, 2010 (French)  | January 8, 2011     | 206             |
| 33 | "High School Mule-Sical / Heloise Schmeloise"       | November 18, 2010 (English), December 9,2010 (French)   | January 15, 2011    | 207             |
| 34 | "Jimmy New-Shoes / What's Up With Heloise?"         | November 25, 2010 (English), December 16, 2010 (French) | January 22, 2011    | 208             |
| 35 | "Everyone Can Whistle / Head Will Roll"             | December 2, 2010 (English), TBA (French)                | January 29, 2011    | 209             |
| 36 | "She Loves Me / Heinous vs Clown"                   | December 9, 2010 (English), TBA (French)                | TBA                 | 210             |